# Unforgotten
Unforgotten je britský televizní seriál, který v letech 2015 a 2017 odvysílal ve dvou řadách soukromý televizní kanál ITV. Inspektoři Cassie Stuartová a Sunil Khan vyšetřují vraždy, které se udály před několika desetiletími. Přestože se u každé z obětí naleznou kontakty na doposud žijící osoby, nikdo nechce s policií spolupracovat. Každému dotyčnému však dávné události od základu změní život.

## Děj
Dělníci objeví při demolici starého londýnského domu ve sklepě lidskou kostru. Šéfinspektorka Cassie Stuartová, vrchní inspektor Sunil Khan a jejich tým začnou pátrat po totožnosti mrtvého, neboť se jedná o vraždu, přičemž jediným vodítkem je starý klíč od auta. Podaří se jim zjistit, že obětí byl mladý míšenec Jimmy Sullivan, jehož matka žijící v severní Anglii o něm nemá žádné zprávy od roku 1976, kdy se přestěhoval do Londýna. Posléze se nalezne jeho diář s několika kontakty. Mezi nimi je Robert Greaves, farář, který má neustálé finanční potíže, Eric Slater, bývalý účetní upoutaný na invalidní vozík, Sir Phillip Cross, úspěšný obchodník s kontakty na členy vlády a Lizzie Wilton, skromná žena, která se snaží pomáhat mladým lidem v chudé čtvrti. Nikdo z nich si však na Jimmyho nevzpomíná.
Druhý případ začíná nálezem mrtvoly v kufru při čištění řeky. Podaří se zjistit, že mrtvý byl David Walker pohřešovaný od roku 1990. Mrtvý měl v kapse textový pager. Díky částečně zachovalému mikročipu se podaří nalézt kontakty na několik osob. Do centra vyšetřování se tak dostávají advokát Colin Osborne z Brightonu a jeho manžel Simon, kteří se právě snaží adoptovat dítě. Marion Kelsey z Londýna pracující jako zdravotní sestra na dětském oddělení pacientů s rakovinou, její manžel, sestra a matka. Učitelka Sara Mahmoudová ze Salisbury, která se právě uchází o pozici ředitelky ve škole. A také Tessa, vdova po mrtvém provdaná Nixonová, která pracuje jako policejní inspektorka v Oxfordu, a její syn Sunny, kterému bylo v době zmizení otce pět let. Vyšetřování však opět naráží na mlčenlivost a neochotu případných svědků spolupracovat.

## Přehled postav
Hlavní role
| Nicola Walker   | šéfinspektorka Cassie Stuart       |
| Sanjeev Bhaskar | vrchní inspektor Sunil Khan        |
| Peter Egan      | Martin Hughes, otec šéfinspektorky |

1. série (2015)
| Bernard Hill          | Robert Greaves   |
| Tom Courtenay         | Eric Slater      |
| Trevor Eve            | Phillip Cross    |
| Ruth Sheen            | Lizzie Wilton    |
| Gemma Jones           | Claire Slater    |
| Frances Tomelty       | Maureen Sullivan |
| Cherie Lunghi         | Shirley Cross    |
| Hannah Gordon         | Grace Greaves    |
| Brian Bovell          | Ray Wilton       |
| Claire Goose          | Ellie Greaves    |
| Tamzin Malleson       | Caroline Greaves |
| Zoe Telford           | Bella Cross      |
| Tom Austen            | Josh Cross       |
| Dominic Power         | Les Slater       |
| Adam Astill           | Matt Slater      |
| Jonathan Harden       | Sean Rawlins     |
| Tessa Peake-Jones     | Sheila           |
| Harley Alexander-Sule | Jimmy Sullivan   |
| Pippa Nixon           | Karen Willetts   |
| Lewis Reeves          | Jake Collier     |
| Jordan Long           | Murray Boulting  |
| Dannie Pye            | Vincent Erskine  |

2. série (2017)
| Lorraine Ashbourne | inspektorka Tessa Nixon |
| Douglas Hodge      | Paul Nixon              |
| Will Brown         | Jason Walker            |
| Mark Bonnar        | Colin Osborne           |
| Charlie Condou     | Simon Osborne           |
| Rosie Cavaliero    | Marion Kelsey           |
| Nigel Lindsay      | Tony Kelsey             |
| Holly Aird         | Elise Dunphy            |
| Wendy Craig        | Joy Dunphy              |
| Badria Timimi      | Sara Mahmoud            |
| Adeel Akhtar       | Hassan Mahmoud          |
| Josef Altin        | Tyler Da Silva          |
| Bryony Hannah      | Cath                    |
| Emma Cunniffe      | Janet                   |
| Nathalie Armin     | Kuldip Gill             |
| Lewis Reeves       | Jake Collier            |
| Jordan Long        | Murray Boulting         |
| Carolina Main      | Fran Lingley            |